# Wing Karjo
 (avril 2019).
Wing Karjo, né le 23 avril 1937 à Garut, dans la province de Java occidental, et mort le 19 mars 2002 au Japon,, est un poète indonésien qui a activement contribué au développement de la littérature indonésienne entre 1965 et 1998. 

## Jeunesse
Wing Karjo a fait ses études primaires et de collège à Tasikmalaya, puis il est retourné à Garut pour poursuivre ses études de lycée. Après avoir terminé le lycée, Wing Karjo est allé à Jakarta pour étudier la littérature de France.